# Liberty (album)
A Liberty a Duran Duran hatodik stúdióalbuma, amit 1990. augusztus 20-án adtak ki. Nagy-Britanniában a Top 10-ben debütált a slágerlistákon, Japánban pedig a "Serious" kislemezzel hatodik helyet értek el.

## Felvételek
A Liberty az első Duran Duran-lemez, amelyen nem csak az együttes első három albuma alatti tagok szerepelt dalszerzőként. Warren Cuccurullo gitáros és Sterling Campbel dobos hivatalosan is az együttes tagjai lettek és szerepeltek dalszerzőként, bár Campbell 1991 elején elhagyta az együttest a The Wedding Album munkálatai előtt.
A munkálatokat 1989 május és júniusa között kezdték meg; augusztus és szeptember között készültek demófelvételek és a végső felvételeket október 9-én kezdték meg az Olympic Studiosban, Chris Kimsey producerrel és Chris Potter hangmérnökkel. Az utómunkálatok 1990 márciusáig húzódtak.
Egy 1998-as interjúban (Goldmine), John Taylor basszusgitáros elismerte, hogy a felvételek alatt drogproblémákkal küzdött: "A próbák alatt úgy tűnt, hogy van egy nagyon jó albumunk, de a stúdióban ezt nem tudtuk átvinni. Emlékszem, hogy hasis olajat szívtam, igazából ez az egyetlen dolog, amire emlékszem az album készítéséről."
Simon Le Bon, az együttes énekese a következőt mondta: "Sussexben egy istállóba bementünk és elkezdtünk zenélgetni, mielőtt befejeztük úgy voltunk vele, hogy 'Rendben, van egy albumunk, menjünk és vegyük fel most.' De nem hiszem, hogy ezt eltaláltuk. Nem hiszem, hogy figyeltünk eléggé. Öntudatosak voltunk mindenről, ami történt és ez egy kicsit arra ösztönzött, hogy magunkon kívül állva vegyük fel az albumot. De ebből születtek a legjobb dalok, amiket a Duran Duran valaha készített, a 'Serious', a 'My Antarctica', ténylegesen gyönyörű dalok. Nem hiszem, hogy egy rossz album, de az biztos, hogy vannak gyenge pontjai. Mint a 'Violence of Summer', aminek nem volt lényegében refrénje, de jó verzéi igen. Nem figyeltünk eléggé, elvesztettük a koncentrációnkat." Ennek ellenére pozitív volt az albummal kapcsolatban, amelynek a 25. évfordulóján 2015-ben ezt mondta: "Ha visszamehetnék, nem változtatnék meg semmit, inkább eltöltenék két hetet egy új dal írásával, mint hogy a  Liberty-n változtassak. Egy időszak volt a Duran Durannak. Ténylegesen szeretettel tekintek vissza a Liberty-re."
A Didn't Anybody Tell You? bootleg kiszivárgott 1999-ben, amelyen demófelvételek szerepeltek. Sok nem kiadott, elvetett dal szerepelt rajta a Liberty időszakból, mint a "Bottleneck", a "Money on Your Side", a "Dream Nation", az "In Between Woman", a "Worth Waiting For" és a "My Family". A legutóbbit élőben már játszották 1989-ben.
Amikor erről kérdezték John Taylort, ő ezt mondta: "Szeretek szembejönni olyan dolgokkal, amiket elfelejtettem. Elfelejtettem, hogy ezeket felvettük. EZ igazán érdekes a Didn't Anybody Tell You?  bootlegben, mert annyi dal van rajta, amit soha nem fejeztünk be. Visszavisz azokba a pillanatokba. Amit nagyon szeretek abban az albumban, hogy a Liberty album - mikor próbáltunk rá, amikor írtuk, egy jó albumnak tűnt. Tényleg úgy éreztem, hogy jó lesz. AMikor bementünk a stúdióba, szétestem, de a produceri munka nem volt megfelelő. Egy eléggé középszerű album lett belőle, de a demóidőszakban, amit ez [a bootleg] is megmutat, szerintem egy jó album van ott mélyen. Jó dalok lehettek volna."

## Számlista
|     | Cím                                     | Hossz |
| --- | --------------------------------------- | ----- |
| 1.  | Violence of Summer (Love's Taking Over) | 4:22  |
| 2.  | Liberty                                 | 5:01  |
| 3.  | Hothead                                 | 3:31  |
| 4.  | Serious                                 | 4:21  |
| 5.  | All Along the Water                     | 3:50  |
| 6.  | My Antarctica                           | 5:01  |
| 7.  | First Impression                        | 5:28  |
| 8.  | Read My Lips                            | 4:30  |
| 9.  | Can You Deal with It                    | 3:47  |
| 10. | Venice Drowning                         | 5:13  |
| 11. | Downtown                                | 5:23  |

| 1. | Yo Bad Azizi                                            | 3:03 |
| 2. | Throb                                                   | 4:25 |
| 3. | Violence of Summer (Love's Taking Over) (The Story Mix) | 3:18 |

## Kislemezek
| Év   | Cím                                       | Slágerlisták | Slágerlisták | Slágerlisták |
| Év   | Cím                                       | UK           | US           | JAP          |
| ---- | ----------------------------------------- | ------------ | ------------ | ------------ |
| 1990 | "Violence of Summer (Love's Taking Over)" | 20           | 64           | -            |
| 1990 | "Serious"                                 | 48           | -            | 6            |

### Előadók

#### Duran Duran
- Simon Le Bon – ének
- Nick Rhodes – billentyűk
- John Taylor – basszusgitár
- Warren Cuccurullo – gitárok
- Sterling Campbell – dobok

### Egyéb közreműködések
- John Jones – billentyűk
- Tessa Niles – háttérénekes
- Carol Kenyon – háttérénekes
- Bernard Fowler – háttérénekes
- Stan Harrison – szaxofon
- Roddy Lorimer – trombita
- Luís Jardim – ütőhangszerek

## Slágerlisták
| Slágerlist (1989)                    | Legmagasabb pozíció |
| ------------------------------------ | ------------------- |
| Ausztrál Albumok (ARIA)              | 56                  |
| Holland Albumok (Album Top 100)      | 37                  |
| Európai Albumok (Music & Media)      | 37                  |
| Svájci Albumok (Schweizer Hitparade) | 36                  |
| UK Albums (OCC)                      | 8                   |
| US Billboard 200                     | 46                  |

## Minősítések
| Régió                    | Minősítés | Példányszám |
| ------------------------ | --------- | ----------- |
| Egyesült Királyság (BPI) | Ezüst     | 60,000      |

## Kiadások
A Discogs adatai alapján.
| Régió                    | Év        | Formátum        | Kiadó                |
| ------------------------ | --------- | --------------- | -------------------- |
| Világszerte              | 1990      | Kazetta, LP, CD | Parlophone/EMI       |
| Egyesült Államok, Kanada | 1990      | Kazetta, LP, CD | Capitol Records      |
| Oroszország              | 1992      | LP              | nem kiadón keresztül |
| Japán                    | 1993/1995 | LP, CD, RE      | EMI                  |
| Japán                    | 2014      | LP, CD          | Parlophone           |

## Fordítás
Ez a szócikk részben vagy egészben  a   Liberty (album) című angol Wikipédia-szócikk ezen változatának fordításán alapul.  Az eredeti cikk szerkesztőit annak laptörténete sorolja fel. Ez a jelzés csupán a megfogalmazás eredetét és a szerzői jogokat jelzi, nem szolgál a cikkben szereplő információk forrásmegjelöléseként.